# Клёновка (Великолукский район)
Клёновка — деревня в Великолукском районе Псковской области России. Входит в состав сельского поселения «Шелковская волость».
Расположена в 15 км по дорогам или в 5 км к востоку от границы райцентра Великие Луки. В 1 км к северу находится деревня Першино, в 2 км к западу — Суханово.

## Население
Численность населения деревни по состоянию на 2000 год составляла 19 жителей, на 2010 год — 21 житель.